# Scars on Broadway (álbum)
Scars on Broadway es el álbum debut de la banda y proyecto como solista de Daron Malakian, Scars on Broadway. El álbum fue lanzado el 29 de julio de 2008, bajo la disquera Interscope. Scars on Broadway contiene 15 canciones, todas compuestas por Daron Malakian.

## Producción
Scars on Broadway comenzó a grabar el 27 de septiembre de 2007. Al grabar su álbum debut, Malakian y Dolmayan "serán acompañados por dos buenos músicos". El 6 de diciembre de ese mismo año, el proceso de grabación de la batería ya había sido completado y la banda se había movido desde el Sunset Sound Studios al Steakhouse Studio, para completar el resto del álbum.
El 25 de julio del 2008, unos pocos días antes del lanzamiento del álbum, Scars on Broadway adelantó una canción, Babylon, aunque antes de esto, el 28 de marzo, habían lanzado como sencillo la canción «They Say».

## Estilo
Antes de que el álbum saliera a luz, Daron Malakian adelantó:
"Probablemente será algo electrónico mezclado con música armenia tradicional, también influencias del thrash, death, black, y doom metal. Cuando el álbum salga, seguirá siendo estructurado, al igual que la música de System of a Down."
La idea de música electrónica de parte de Malakian fue demostrada en la mayoría de los conciertos de System of a Down en el año 2005, donde Malakian, en vez de cantar los coros de algunas canciones como "Sugar" o "War?", distorcionaba su voz con un efecto Vocoder, como en "Old School Hollywood", de Mezmerize. Malakian también ha dicho que el sonido será influenciado por el rock clásico de David Bowie, Brian Eno, Yes, Neil Young y Roxy Music. Malakian también se ha distanciado del sonido heavy de System of a Down.
La canción "Enemy" contiene un verso sacado de "Drugs", una breve canción que Malakian tocaba en vivo, en sus tiempos con System of a Down.

## Lista de canciones
- Todas las canciones fueron escritas por Malakian.

Todas las canciones escritas y compuestas por Daron Malakian. 
| N.º | Título                         | Duración |  |
| 1.  | «Serious»                      | 2:08     |  |
| 2.  | «Funny»                        | 2:55     |  |
| 3.  | «Exploding/Reloading»          | 2:15     |  |
| 4.  | «Stoner Hate»                  | 2:00     |  |
| 5.  | «Insane»                       | 3:07     |  |
| 6.  | «World Long Gone»              | 3:16     |  |
| 7.  | «Kill Each Other/Live Forever» | 3:05     |  |
| 8.  | «Babylon»                      | 3:56     |  |
| 9.  | «Chemicals»                    | 3:13     |  |
| 10. | «Enemy»                        | 3:03     |  |
| 11. | «Universe»                     | 4:15     |  |
| 12. | «3005»                         | 2:54     |  |
| 13. | «Cute Machines»                | 3:03     |  |
| 14. | «Whoring Streets»              | 3:01     |  |
| 15. | «They Say»                     | 2:48     |  |

| Japanese Edition |                |          |  |
| N.º              | Título         | Duración |  |
| 16.              | «Hungry Ghost» | 3:29     |  |

| iTunes Edition |                                           |          |  |
| N.º            | Título                                    | Duración |  |
| 16.            | «Scars on Broadway» (Instrumental)        | 2:50     |  |
| 17.            | «They Say» (Music Video / Pre-Order Only) | 2:48     |  |

| Best Buy Bonus DVD / UK Edition |                                   |          |  |
| N.º                             | Título                            | Duración |  |
| 1.                              | «The Making of "They Say» (video) | 3:10     |  |
| 2.                              | «They Say» (music video)          | 2:54     |  |

## Posiciones en listas
| Listas (2008)                | Mejor posición |
| ---------------------------- | -------------- |
| Australian ARIA Albums Chart | 43             |
| Swedish Albums Chart         | 54             |
| German Albums Chart          | 23             |
| UK Albums Chart              | 41             |
| Billboard 200                | 17             |
| Austrian Albums Chart        | 22             |
| Finnish Albums Chart         | 14             |
| French Albums Chart          | 88             |
| Dutch Albums Chart           | 83             |
| New Zealand Albums Chart     | 26             |
| Swiss Albums Chart           | 58             |

### Sencillos
| Año  | Sencillo   | Lista                                | Posición |
| ---- | ---------- | ------------------------------------ | -------- |
| 2008 | "They Say" | USA Billboard Modern Rock Tracks     | #15      |
| 2008 | "They Say" | USA Billboard Mainstream Rock Tracks | #25      |

## Miembros
- Daron Malakian - voz, guitarra eléctrica
- John Dolmayan - batería
- Dominic Cifarelli - bajo
- Franky Perez - guitarra eléctrica, segunda voz/coros
- Danny Shamoun - teclado